# Élections cantonales de 2011 dans l'Aisne
Les élections cantonales ont eu lieu les 20 et 27 mars 2011.

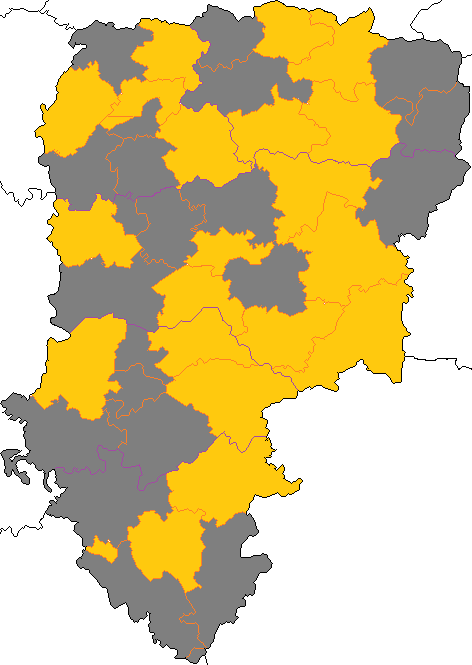
Carte des cantons renouvelables lors des élections cantonales en jaune

## Contexte départemental

### Assemblée départementale sortante
Avant les élections, le conseil général de l'Aisne est présidé par Yves Daudigny (PS). Il comprend 42 conseillers généraux issus des 42 cantons de l'Aisne. 21 d'entre eux sont renouvelables lors de ces élections. 
| Parti                             | Sigle | Sigle | Élus        | Groupe                    |
| --------------------------------- | ----- | ----- | ----------- | ------------------------- |
| Majorité (28 sièges)              |       |       |             |                           |
| Parti socialiste                  |       | PS    | 15          | Socialiste                |
| Divers gauche                     |       | DVG   | 1           | Socialiste                |
| Initiative démocratique de gauche |       | IDG   | 6           | Progressiste              |
| Parti radical de gauche           |       | PRG   | 1           | Progressiste              |
| Parti communiste français         |       | PCF   | 5           | Communiste et républicain |
| Opposition (14 sièges)            |       |       |             |                           |
| Union pour un mouvement populaire |       | UMP   | 7           | UMP                       |
| Divers droite                     |       | DVD   | 1           | UMP                       |
| Divers droite                     | 6     | DVD   | Indépendant |                           |
| Président du Conseil général      |       |       |             |                           |
| Yves Daudigny (PS)                |       |       |             |                           |

### Assemblée départementale à l'issue des élections
Presque aucun changement dans ce conseil général largement dominé par la gauche. Seul, le canton de Vic-sur-Aisne change de conseiller avec l'élection de Jean-Luc Moraux (PS) qui remplace Alain Sautillet (PS).
| Parti                             | Sigle | Sigle | Élus        | Groupe                    |
| --------------------------------- | ----- | ----- | ----------- | ------------------------- |
| Majorité (28 sièges)              |       |       |             |                           |
| Parti socialiste                  |       | PS    | 15          | Socialiste                |
| Divers gauche                     |       | DVG   | 1           | Socialiste                |
| Initiative démocratique de gauche |       | IDG   | 6           | Progressiste              |
| Parti radical de gauche           |       | PRG   | 1           | Progressiste              |
| Parti communiste français         |       | PCF   | 5           | Communiste et républicain |
| Opposition (14 sièges)            |       |       |             |                           |
| Union pour un mouvement populaire |       | UMP   | 7           | UMP                       |
| Divers droite                     |       | DVD   | 1           | UMP                       |
| Divers droite                     | 6     | DVD   | Indépendant |                           |
| Président du Conseil général      |       |       |             |                           |
| Yves Daudigny (PS)                |       |       |             |                           |

## Résultats à l'échelle du département

### Résultats en nombre de sièges
| Parti | Parti | Sièges mis en jeu | Élus | Évolution |
| ----- | ----- | ----------------- | ---- | --------- |
|       | IDG   | 3                 | 3    | 0         |
|       | UMP   | 4                 | 4    | 0         |
|       | DVD   | 3                 | 3    | 0         |
|       | PS    | 1                 | 1    | 0         |
|       | PS    | 9                 | 9    | 0         |
|       | PCF   | 1                 | 1    | 0         |

### Résultats en nombre de voix
| Parti          | Parti                             | Premier tour | Premier tour | Second tour | Second tour | Sièges |
| Parti          | Parti                             | Voix         | %            | Voix        | %           | Sièges |
| -------------- | --------------------------------- | ------------ | ------------ | ----------- | ----------- | ------ |
|                | Parti socialiste                  | 18 346       | 22,06        | 15 134      | 26,98       | 9      |
|                | Parti communiste français         | 8 062        | 9,70         | -           | -           | 1      |
|                | Initiative démocratique de gauche | 4 414        | 5,31         | 3 658       | 6,52        | 3      |
|                | Parti radical de gauche           | 3 571        | 4,29         | 5 697       | 10,16       | 1      |
|                | Europe Écologie Les Verts         | 2 508        | 3,02         |             |             |        |
|                | Parti de gauche                   | 1 564        | 1,88         |             |             |        |
|                | Divers gauche                     | 1 557        | 1,87         |             |             |        |
|                | Gauche plurielle                  | 40 022       | 48,13        | 24 489      | 43,65       | 13     |
|                |                                   |              |              |             |             |        |
|                | Union pour un mouvement populaire | 13 799       | 16,60        | 11 301      | 20,15       | 4      |
|                | Divers droite                     | 8 467        | 10,18        | 6 924       | 12,34       | 3      |
|                | Droite parlementaire              | 22 266       | 26,78        | 18 225      | 32,49       | 7      |
|                |                                   |              |              |             |             |        |
|                | Front national                    | 19 670       | 23,66        | 13 384      | 23,86       | 0      |
|                | Divers écologiste                 | 765          | 0,92         |             |             |        |
|                | Parti ouvrier indépendant         | 215          | 0,26         |             |             |        |
|                | Mouvement démocrate               | 210          | 0,25         |             |             |        |
|                |                                   |              |              |             |             |        |
| Exprimés       | Exprimés                          | 83 148       | 97,13        | 56 098      | 91,91       |        |
| Blancs et nuls | Blancs et nuls                    | 2 458        | 2,87         | 4 935       | 8,09        |        |
| Votants        | Votants                           | 85 606       | 47,69        | 61 033      | 48,08       |        |
| Abstentions    | Abstentions                       | 93 915       | 52,31        | 65 905      | 51,92       |        |
| Inscrits       | Inscrits                          | 179 521      | 100,00       | 126 938     | 100,00      | 21     |

### Liste des élus
| Canton               | Conseiller sortant    | Étiquette | Étiquette | Candidat élu          | Étiquette | Étiquette |
| -------------------- | --------------------- | --------- | --------- | --------------------- | --------- | --------- |
| Anizy-le-Château     | Daniel Counot         |           | DVG       | Daniel Counot         |           | DVG       |
| Bohain-en-Vermandois | Michel Collet         |           | PS        | Michel Collet         |           | PS        |
| Braine               | Ernest Templier       |           | DVD       | Ernest Templier       |           | DVD       |
| Château-Thierry      | Jacques Krabal        |           | PRG       | Jacques Krabal        |           | PRG       |
| Chauny               | Jean-Luc Lanouilh     |           | PCF       | Jean-Luc Lanouilh     |           | PCF       |
| Craonne              | Noël Genteur          |           | DVG       | Noël Genteur          |           | DVG       |
| Fère-en-Tardenois    | Isabelle Vasseur      |           | UMP       | Isabelle Vasseur      |           | UMP       |
| La Capelle           | Fédéric Meura         |           | UMP       | Fédéric Meura         |           | UMP       |
| Laon-Nord            | Fawaz Karimet         |           | PS        | Fawaz Karimet         |           | PS        |
| Marle                | Yves Daudigny         |           | PS        | Yves Daudigny         |           | PS        |
| Neufchâtel-sur-Aisne | Philippe Timmerman    |           | DVD       | Philippe Timmerman    |           | DVD       |
| Nouvion-en-Thiérache | Thierry Thomas        |           | PS        | Thierry Thomas        |           | PS        |
| Ribemont             | Michel Potelet        |           | PS        | Michel Potelet        |           | PS        |
| Sains-Richaumont     | Michel Lefevre        |           | PS        | Michel Lefevre        |           | PS        |
| Saint-Quentin-Centre | Colette Bleriot       |           | UMP       | Colette Bleriot       |           | UMP       |
| Saint-Quentin-Nord   | Jérôme Lavrilleux     |           | UMP       | Jérôme Lavrilleux     |           | UMP       |
| Sissonne             | Pierre-Marie Lebée    |           | PS        | Pierre-Marie Lebée    |           | PS        |
| Vailly-sur-Aisne     | Annick Venet          |           | DVD       | Annick Venet          |           | DVD       |
| Vermand              | Thierry Lefevre       |           | DVG       | Thierry Lefevre       |           | DVG       |
| Vervins              | Jean-Pierre Balligand |           | PS        | Jean-Pierre Balligand |           | PS        |
| Vic-sur-Aisne        | Alain Sautillet*      |           | PS        | Jean-Luc Moraux       |           | PS        |

*Conseillers généraux sortants ne se représentant pas

## Résultats par canton

### Canton d'Anizy-le-Château
Le conseiller sortant Daniel Counot est largement réélu pour un quatrième mandat face au candidat FN qui profite de l'impopularité de l'UMP, ici représenté par le conseiller municipal de Mons-en-Laonnois, Nicolas Rohat, pour se hisser en seconde position. (à noter le joli score de M. Gadret, jeune conseiller municipal écologiste d'Anizy-le-Château).
| Candidats      | Candidats        | Étiquette      | Premier tour | Premier tour | Second tour | Second tour |
| Candidats      | Candidats        | Étiquette      | Voix         | %            | Voix        | %           |
| -------------- | ---------------- | -------------- | ------------ | ------------ | ----------- | ----------- |
|                | Daniel Counot    | IDG            | 1 440        | 41,62        | 2 382       | 68,61       |
|                | Gérhard Jahrling | FN             | 693          | 20,03        | 1 090       | 31,39       |
|                | Guénolé Gadret   | Écolo.         | 608          | 17,57        |             |             |
|                | Nicolas Rohat    | UMP            | 372          | 10,75        |             |             |
|                | Benoit Roger     | FG (PCF)       | 347          | 10,03        |             |             |
|                |                  |                |              |              |             |             |
| Inscrits       | Inscrits         | Inscrits       | 7 466        | 100,00       | 7 470       | 100,00      |
| Abstentions    | Abstentions      | Abstentions    | 3 925        | 52,57        | 3 751       | 50,21       |
| Votants        | Votants          | Votants        | 3 541        | 47,43        | 3 719       | 49,79       |
| Blancs et nuls | Blancs et nuls   | Blancs et nuls | 81           | 2,29         | 247         | 6,64        |
| Exprimés       | Exprimés         | Exprimés       | 3 460        | 97,71        | 3 472       | 93,36       |

### Canton de Bohain-en-Vermandois
Michel Collet, conseiller socialiste depuis 1998 et maire de Prémont depuis 2001, obtient facilement un troisième mandat avec une victoire nette face au candidat FN, José Nain. Là encore, donc, le FN arrive à la seconde place, ici devant la droite, représentée par William Landa, issu de la société civile et n'ayant aucun mandat électif.
| Candidats      | Candidats      | Étiquette      | Premier tour | Premier tour | Second tour | Second tour |
| Candidats      | Candidats      | Étiquette      | Voix         | %            | Voix        | %           |
| -------------- | -------------- | -------------- | ------------ | ------------ | ----------- | ----------- |
|                | Michel Collet  | PS             | 2 057        | 44,64        | 2 926       | 64,86       |
|                | José Nain      | FN             | 1 095        | 23,76        | 1 585       | 35,14       |
|                | William Landa  | DVD            | 919          | 19,94        |             |             |
|                | Paul Blandin   | FG (PCF)       | 537          | 11,65        |             |             |
|                |                |                |              |              |             |             |
| Inscrits       | Inscrits       | Inscrits       | 9 831        | 100,00       | 9 831       | 100,00      |
| Abstentions    | Abstentions    | Abstentions    | 5 067        | 51,54        | 4 943       | 50,28       |
| Votants        | Votants        | Votants        | 4 764        | 48,46        | 4 888       | 49,72       |
| Blancs et nuls | Blancs et nuls | Blancs et nuls | 156          | 3,27         | 377         | 7,71        |
| Exprimés       | Exprimés       | Exprimés       | 4 608        | 96,73        | 4 511       | 92,29       |

### Canton de Braine
Le canton de Braine reste sans surprise à droite avec la réélection du successeur de l'ancien ministre et ancien sénateur radical, Jacques Pelletier. Ernest Templier, également maire du village de Chassemy, devait faire face à la candidature du nouveau maire de Braine, François Rampelberg. Mais celui-ci est largement distancé, même dans sa propre commune, par le sortant qui affronte le FN au second tour. La gauche est en déroute puisqu'elle perd la moitié des voix qu'elle avait obtenues en 2004.
| Candidats      | Candidats           | Étiquette      | Premier tour | Premier tour | Second tour | Second tour |
| Candidats      | Candidats           | Étiquette      | Voix         | %            | Voix        | %           |
| -------------- | ------------------- | -------------- | ------------ | ------------ | ----------- | ----------- |
|                | Ernest Templier     | DVD            | 1 654        | 41,55        | 2 559       | 66,69       |
|                | Christophe Faccini  | FN             | 919          | 23,08        | 1 278       | 33,31       |
|                | François Rampelberg | DVD            | 577          | 14,49        |             |             |
|                | Fabrice Robert      | PRG            | 561          | 14,09        |             |             |
|                | Alain Lejeune       | DVG            | 270          | 6,78         |             |             |
|                |                     |                |              |              |             |             |
| Inscrits       | Inscrits            | Inscrits       | 8 175        | 100,00       | 8 175       | 100,00      |
| Abstentions    | Abstentions         | Abstentions    | 4 111        | 50,29        | 4 110       | 50,28       |
| Votants        | Votants             | Votants        | 4 064        | 49,71        | 4 065       | 49,72       |
| Blancs et nuls | Blancs et nuls      | Blancs et nuls | 83           | 2,04         | 228         | 5,61        |
| Exprimés       | Exprimés            | Exprimés       | 3 981        | 97,96        | 3 837       | 94,39       |

### Canton de Château-Thierry
Le nouveau maire de Château-Thierry, le radical de gauche Jacques Krabal obtient sans surprise un quatrième mandat avec une large victoire face au FN au second tour et près de deux tiers des voix. L'ancrage à gauche de ce canton se manifeste également par l'excellent score de Dominique Jourdain, candidat écologiste et prédécesseur de M. Krabal à la mairie de Château-Thierry. L'UMP en est réduit à la quatrième place de ce scrutin et perd plus de 500 voix par rapport à 2004.
| Candidats      | Candidats          | Étiquette      | Premier tour | Premier tour | Second tour | Second tour |
| Candidats      | Candidats          | Étiquette      | Voix         | %            | Voix        | %           |
| -------------- | ------------------ | -------------- | ------------ | ------------ | ----------- | ----------- |
|                | Jacques Krabal     | PRG            | 3 010        | 35,07        | 5 697       | 66,53       |
|                | Dominique Padieu   | FN             | 1 879        | 21,89        | 2 866       | 33,47       |
|                | Dominique Jourdain | EÉLV           | 1 802        | 20,99        |             |             |
|                | Frédérique Yonnet  | UMP            | 1 212        | 14,12        |             |             |
|                | Christian Copin    | FG (PCF)       | 680          | 7,92         |             |             |
|                |                    |                |              |              |             |             |
| Inscrits       | Inscrits           | Inscrits       | 19 797       | 100,00       | 19 797      | 100,00      |
| Abstentions    | Abstentions        | Abstentions    | 10 982       | 55,47        | 10 416      | 52,61       |
| Votants        | Votants            | Votants        | 8 815        | 44,53        | 9 381       | 47,39       |
| Blancs et nuls | Blancs et nuls     | Blancs et nuls | 232          | 2,63         | 818         | 8,72        |
| Exprimés       | Exprimés           | Exprimés       | 8 583        | 97,37        | 8 563       | 91,28       |

### Canton de Chauny
M. Lanouilh est une nouvelle fois réélu, pour un quatrième mandat, améliorant même son score de 2004 en étant élu dès le premier tour (expliqué en partie par l'absence cette fois d'autres candidats de gauche). Vient ensuite la candidate FN, qui stabilise le nombre de voix obtenu au premier tour au dernier scrutin. En revanche, l'UMP, représentée par Jean Koscielniak, conseiller municipal de Viry-Noureuil, est en déroute en perdant près de la moitié de ses électeurs. 
|                | Jean-Luc Lanouilh | FG (PCF)       | 4 542  | 61,53  |  |  |
|                | Évelyne Pietre    | FN             | 1 984  | 26,88  |  |  |
|                | Jean Koscielniak  | UMP            | 856    | 11,60  |  |  |
|                |                   |                |        |        |  |  |
| Inscrits       | Inscrits          | Inscrits       | 17 080 | 100,00 |  |  |
| Abstentions    | Abstentions       | Abstentions    | 9 529  | 55,79  |  |  |
| Votants        | Votants           | Votants        | 7 551  | 44,21  |  |  |
| Blancs et nuls | Blancs et nuls    | Blancs et nuls | 169    | 2,24   |  |  |
| Exprimés       | Exprimés          | Exprimés       | 7 382  | 97,76  |  |  |

### Canton de Craonne
Le maire de Craonne, Noël Genteur est réélu pour un second mandat sans grande surprise. Il bat facilement au second tour le candidat UMP, le maire du village d'Aubigny-en-Laonnois, Thierry Raverdy. Le conseiller sortant voyait tout de même s'opposer à lui un candidat DVG, le maire du village de Braye-en-Laonnois, qui n'arrivera qu'en dernière position, derrière le FN.
| Candidats      | Candidats           | Étiquette      | Premier tour | Premier tour | Second tour | Second tour |
| Candidats      | Candidats           | Étiquette      | Voix         | %            | Voix        | %           |
| -------------- | ------------------- | -------------- | ------------ | ------------ | ----------- | ----------- |
|                | Noël Genteur        | IDG            | 1 012        | 45,96        | 1 276       | 59,40       |
|                | Thierry Raverdy     | UMP            | 544          | 24,70        | 872         | 40,60       |
|                | Jean-Pierre Agoutin | FN             | 409          | 18,57        |             |             |
|                | Gérard Dagry        | DVG            | 237          | 10,76        |             |             |
|                |                     |                |              |              |             |             |
| Inscrits       | Inscrits            | Inscrits       | 4 105        | 100,00       | 4 099       | 100,00      |
| Abstentions    | Abstentions         | Abstentions    | 1 846        | 44,97        | 1 810       | 44,16       |
| Votants        | Votants             | Votants        | 2 259        | 55,03        | 2 289       | 55,84       |
| Blancs et nuls | Blancs et nuls      | Blancs et nuls | 57           | 2,52         | 141         | 6,16        |
| Exprimés       | Exprimés            | Exprimés       | 2 202        | 97,48        | 2 148       | 93,84       |

### Canton de Fère-en-Tardenois
Le canton de Fère-en-Tardenois reste donc à droite avec la réélection d'Isabelle Vasseur, députée depuis 2007, qui avait réussi à prendre ce canton en 2004 après plus de 90 ans de domination de la gauche. Elle se retrouve à nouveau opposée au FN qui améliore nettement son nombre de voix (plus de 400). Face à la montée du FN, c'est donc la gauche qui se retrouve à l'écart. En effet, la conseillère régionale et ancienne candidate écologiste aux législatives de 2002, Marie-Jeanne Potin n'obtient que moins de la moitié des voix du FN, elle distance malgré tout les candidats socialiste et écologiste.  
| Candidats      | Candidats          | Étiquette      | Premier tour | Premier tour | Second tour | Second tour |
| Candidats      | Candidats          | Étiquette      | Voix         | %            | Voix        | %           |
| -------------- | ------------------ | -------------- | ------------ | ------------ | ----------- | ----------- |
|                | Isabelle Vasseur   | UMP            | 1 131        | 35,61        | 1 628       | 54,21       |
|                | Mireille Chevet    | FN             | 973          | 30,64        | 1 375       | 45,79       |
|                | Marie-Jeanne Potin | FG (PG)        | 452          | 14,23        |             |             |
|                | Pierre Lenoble     | PS             | 380          | 11,96        |             |             |
|                | Gérald Housseaux   | EÉLV           | 240          | 7,56         |             |             |
|                |                    |                |              |              |             |             |
| Inscrits       | Inscrits           | Inscrits       | 6 537        | 100,00       | 6 537       | 100,00      |
| Abstentions    | Abstentions        | Abstentions    | 3 289        | 50,31        | 3 194       | 48,86       |
| Votants        | Votants            | Votants        | 3 248        | 49,69        | 3 343       | 51,14       |
| Blancs et nuls | Blancs et nuls     | Blancs et nuls | 72           | 2,22         | 340         | 10,17       |
| Exprimés       | Exprimés           | Exprimés       | 3 176        | 97,78        | 3 003       | 89,83       |

### Canton de La Capelle
Le canton de La Capelle, qui n'a pas connu de conseiller de gauche depuis plus de 60 ans, réélit donc Frédéric Meura, maire UMP du village de Papleux, dès le premier tour. Cette réélection "rapide" est due à une union de la droite, qui n'a présenté aucun autre candidat, à l'inverse de 2004 où il y avait 4 candidats à droite. Le FN perd quelques voix mais améliore son score en pourcentage par rapport à 2004. En revanche, la gauche s'effondre en passant de plus de 1 300 voix en 2004 à peine 600 cette fois.
| Candidats      | Candidats        | Étiquette      | Premier tour | Premier tour |
| Candidats      | Candidats        | Étiquette      | Voix         | %            |
| -------------- | ---------------- | -------------- | ------------ | ------------ |
|                | Frédéric Meura   | UMP            | 1 608        | 55,62        |
|                | Françoise Frecht | FN             | 689          | 23,83        |
|                | Bernard Queval   | FG (PG)        | 390          | 13,49        |
|                | Didier Colpin    | DVG            | 204          | 7,06         |
|                |                  |                |              |              |
| Inscrits       | Inscrits         | Inscrits       | 6 170        | 100,00       |
| Abstentions    | Abstentions      | Abstentions    | 3 157        | 51,17        |
| Votants        | Votants          | Votants        | 3 013        | 48,83        |
| Blancs et nuls | Blancs et nuls   | Blancs et nuls | 122          | 4,05         |
| Exprimés       | Exprimés         | Exprimés       | 2 891        | 95,95        |

### Canton de Laon-Nord
Candidat malheureux aux législatives de 2007 face à René Dosière et conseiller municipal d'opposition à Laon, Fawaz Karimet obtient largement un troisième mandat de conseiller général dans un contexte de forte abstention qui l'oblige à affronter le candidat FN qui a réussi à devancer de peu, au premier tour, le candidat de la droite, Habib Haouass, également conseiller municipal de Laon.
| Candidats      | Candidats             | Étiquette      | Premier tour | Premier tour | Second tour | Second tour |
| Candidats      | Candidats             | Étiquette      | Voix         | %            | Voix        | %           |
| -------------- | --------------------- | -------------- | ------------ | ------------ | ----------- | ----------- |
|                | Fawaz Karimet         | PS             | 2 461        | 56,15        | 3 332       | 75,87       |
|                | Baudoin de Carpentier | FN             | 809          | 18,46        | 1 060       | 24,13       |
|                | Habib Haouass         | DVD            | 763          | 17,41        |             |             |
|                | Laurianne Alluchon    | FG (PG)        | 350          | 7,99         |             |             |
|                |                       |                |              |              |             |             |
| Inscrits       | Inscrits              | Inscrits       | 10 281       | 100,00       | 10 281      | 100,00      |
| Abstentions    | Abstentions           | Abstentions    | 5 782        | 56,24        | 5 605       | 54,52       |
| Votants        | Votants               | Votants        | 4 499        | 43,76        | 4 676       | 45,48       |
| Blancs et nuls | Blancs et nuls        | Blancs et nuls | 116          | 2,58         | 284         | 6,07        |
| Exprimés       | Exprimés              | Exprimés       | 4 383        | 97,42        | 4 392       | 93,93       |

### Canton de Marle
Élu dans ce canton depuis 27 ans, le président du conseil général obtient une large victoire dès le premier tour. La droite ne lui a pas opposé de candidat, c'est le FN qui arrive second suivi du PCF, une nouvelle fois représenté par Patrick Besse, qui double presque son score en pourcentage (9,49 puis 17,69 %).
| Candidats      | Candidats          | Étiquette      | Premier tour | Premier tour |
| Candidats      | Candidats          | Étiquette      | Voix         | %            |
| -------------- | ------------------ | -------------- | ------------ | ------------ |
|                | Yves Daudigny      | PS             | 1 602        | 55,13        |
|                | Séverine Palvadeau | FN             | 790          | 27,19        |
|                | Patrick Besse      | FG (PCF)       | 514          | 17,69        |
|                |                    |                |              |              |
| Inscrits       | Inscrits           | Inscrits       | 5 301        | 100,00       |
| Abstentions    | Abstentions        | Abstentions    | 2 176        | 41,05        |
| Votants        | Votants            | Votants        | 3 125        | 58,95        |
| Blancs et nuls | Blancs et nuls     | Blancs et nuls | 219          | 7,01         |
| Exprimés       | Exprimés           | Exprimés       | 2 906        | 92,99        |

### Canton de Neufchâtel-sur-Aisne
Ce canton reste à droite avec la réélection de Philippe Timmerman, maire de Guignicourt, face au FN qui améliore nettement ses résultats de 2004. La gauche est éliminée dès le premier tour, elle perd près de 500 voix par rapport à la dernière élection. Elle est cette fois représentée par le conseiller municipal radical de gauche du village de Guyencourt, Gérard Mejean.
| Candidats      | Candidats          | Étiquette      | Premier tour | Premier tour | Second tour | Second tour |
| Candidats      | Candidats          | Étiquette      | Voix         | %            | Voix        | %           |
| -------------- | ------------------ | -------------- | ------------ | ------------ | ----------- | ----------- |
|                | Philippe Timmerman | DVD            | 1 354        | 44,09        | 1 827       | 61,60       |
|                | Simone Beauvillain | FN             | 871          | 28,36        | 1 139       | 38,40       |
|                | Gérard Mejean      | PRG            | 846          | 27,55        |             |             |
|                |                    |                |              |              |             |             |
| Inscrits       | Inscrits           | Inscrits       | 7 014        | 100,00       | 7 014       | 100,00      |
| Abstentions    | Abstentions        | Abstentions    | 3 856        | 54,98        | 3 811       | 54,33       |
| Votants        | Votants            | Votants        | 3 158        | 45,02        | 3 203       | 45,67       |
| Blancs et nuls | Blancs et nuls     | Blancs et nuls | 87           | 2,75         | 237         | 7,40        |
| Exprimés       | Exprimés           | Exprimés       | 3 071        | 97,25        | 2 966       | 92,60       |

### Canton du Nouvion-en-Thiérache
Le maire de Boué, le socialiste Thierry Thomas parvient à obtenir un second mandat au conseil général. En pourcentage de voix, il améliore nettement son précédent résultat mais en nombre de voix, cela baisse légèrement. Il était cette fois opposé à l'adjointe divers droite du maire du Nouvion-en-Thiérache, Mme Cail, qui a réussi à devancer le FN et surtout le candidat UMP, Éric Petiau, maire de La Neuville-lès-Dorengt.
| Candidats      | Candidats           | Étiquette      | Premier tour | Premier tour | Second tour | Second tour |
| Candidats      | Candidats           | Étiquette      | Voix         | %            | Voix        | %           |
| -------------- | ------------------- | -------------- | ------------ | ------------ | ----------- | ----------- |
|                | Thierry Thomas      | PS             | 992          | 39,07        | 1 354       | 53,48       |
|                | Roselyne Cail       | DVD            | 528          | 20,80        | 1 178       | 46,52       |
|                | Anne-Marie Fournier | FN             | 486          | 19,14        |             |             |
|                | Éric Petiau         | UMP            | 449          | 17,68        |             |             |
|                | Michel Gobeaut      | FG (PCF)       | 84           | 3,31         |             |             |
|                |                     |                |              |              |             |             |
| Inscrits       | Inscrits            | Inscrits       | 4 814        | 100,00       | 4 814       | 100,00      |
| Abstentions    | Abstentions         | Abstentions    | 2 212        | 45,95        | 2 123       | 44,10       |
| Votants        | Votants             | Votants        | 2 602        | 54,05        | 2 691       | 55,90       |
| Blancs et nuls | Blancs et nuls      | Blancs et nuls | 63           | 2,42         | 159         | 5,91        |
| Exprimés       | Exprimés            | Exprimés       | 2 539        | 97,58        | 2 532       | 94,09       |

### Canton de Ribemont
Michel Potelet, conseiller depuis 1998 et maire de Ribemont, est réélu pour un troisième mandat, dès le premier tour. Il obtient un score similaire à 2004 (avec un nombre de voix inférieur malgré tout) devant le FN qui se stabilise également, en nombre de voix mais qui progresse en pourcentage (environ 5 %). L'UMP est reléguée, quant à elle, à la troisième position.
| Candidats      | Candidats       | Étiquette      | Premier tour | Premier tour |
| Candidats      | Candidats       | Étiquette      | Voix         | %            |
| -------------- | --------------- | -------------- | ------------ | ------------ |
|                | Michel Potelet  | PS             | 1 820        | 56,57        |
|                | Jean-Louis Roux | FN             | 779          | 24,22        |
|                | Emmanuel Calpin | UMP            | 618          | 19,21        |
|                |                 |                |              |              |
| Inscrits       | Inscrits        | Inscrits       | 6 375        | 100,00       |
| Abstentions    | Abstentions     | Abstentions    | 3 064        | 48,06        |
| Votants        | Votants         | Votants        | 3 311        | 51,94        |
| Blancs et nuls | Blancs et nuls  | Blancs et nuls | 94           | 2,84         |
| Exprimés       | Exprimés        | Exprimés       | 3 217        | 97,16        |

### Canton de Sains-Richaumont
Michel Lefèvre, maire socialiste de Rougeries, obtient un second mandat à la majorité absolue, cette fois-ci. L'UMP, représentée par la maire du village de Housset, Béatrice Doucy, perd un peu moins de 400 voix et plus de 15 % par rapport au premier tour de l'élection de 2004. Le FN, représenté par Pierre Chabot, candidat en 2008 dans le canton d'Aubenton, remonte de 5 % et gagne 70 voix environ par rapport à la dernière élection. 
| Candidats      | Candidats      | Étiquette      | Premier tour | Premier tour |
| Candidats      | Candidats      | Étiquette      | Voix         | %            |
| -------------- | -------------- | -------------- | ------------ | ------------ |
|                | Michel Lefevre | PS             | 1 074        | 51,44        |
|                | Béatrice Doucy | UMP            | 606          | 29,02        |
|                | Pierre Chabot  | FN             | 408          | 19,54        |
|                |                |                |              |              |
| Inscrits       | Inscrits       | Inscrits       | 3 328        | 100,00       |
| Abstentions    | Abstentions    | Abstentions    | 1 169        | 35,13        |
| Votants        | Votants        | Votants        | 2 159        | 64,87        |
| Blancs et nuls | Blancs et nuls | Blancs et nuls | 71           | 3,29         |
| Exprimés       | Exprimés       | Exprimés       | 2 088        | 96,71        |

### Canton de Saint-Quentin-Centre
L'adjointe au maire de Saint-Quentin, Colette Blériot, obtient aisément un second mandat dans un canton où elle avait battu, de façon assez surprenante, en 2004, la députée européenne socialiste Anne Ferreira. Elle l'emporte, cette fois, face au candidat FN qui s'est hissé en seconde place du premier tour devant le candidat socialiste.
| Candidats      | Candidats         | Étiquette      | Premier tour | Premier tour | Second tour | Second tour |
| Candidats      | Candidats         | Étiquette      | Voix         | %            | Voix        | %           |
| -------------- | ----------------- | -------------- | ------------ | ------------ | ----------- | ----------- |
|                | Colette Bleriot   | UMP            | 1 695        | 37,05        | 2 641       | 61,43       |
|                | Yannick Lejeune   | FN             | 1 163        | 25,42        | 1 658       | 38,57       |
|                | Stéphane Andurand | PS             | 1 046        | 22,86        |             |             |
|                | Olivier Tournay   | PCF            | 304          | 6,64         |             |             |
|                | Stéphane Monnoyer | MoDem          | 210          | 4,59         |             |             |
|                | Daniel Wargnier   | Écolo.         | 157          | 3,43         |             |             |
|                |                   |                |              |              |             |             |
| Inscrits       | Inscrits          | Inscrits       | 11 987       | 100,00       | 11 987      | 100,00      |
| Abstentions    | Abstentions       | Abstentions    | 7 283        | 60,76        | 7 066       | 58,95       |
| Votants        | Votants           | Votants        | 4 704        | 39,24        | 4 921       | 41,05       |
| Blancs et nuls | Blancs et nuls    | Blancs et nuls | 129          | 2,74         | 622         | 12,64       |
| Exprimés       | Exprimés          | Exprimés       | 4 575        | 97,26        | 4 299       | 87,36       |

### Canton de Saint-Quentin-Nord
Tout comme dans le canton voisin de Saint-Quentin-Centre, le second tour voit s'affronter le FN et l'UMP. Ici, c'est Jérôme Lavrilleux qui est réélu, conseiller sortant UMP qui avait succédé en 2002 au ministre du Travail, Xavier Bertrand. Il semble que le candidat FN ait su tirer avantage des divisions à gauche entre socialistes, communistes et écologistes.
| Candidats      | Candidats             | Étiquette      | Premier tour | Premier tour | Second tour | Second tour |
| Candidats      | Candidats             | Étiquette      | Voix         | %            | Voix        | %           |
| -------------- | --------------------- | -------------- | ------------ | ------------ | ----------- | ----------- |
|                | Jérôme Lavrilleux     | UMP            | 2 079        | 32,51        | 3 460       | 58,33       |
|                | Eddy Tombois          | FN             | 1 659        | 25,94        | 2 472       | 41,67       |
|                | Carole Berlemont      | PS             | 1 503        | 23,50        |             |             |
|                | Maria Le Meur         | PCF            | 412          | 6,44         |             |             |
|                | Jean-Philippe Daumont | EÉLV           | 349          | 5,46         |             |             |
|                | Michel Aurigny        | POI            | 215          | 3,36         |             |             |
|                | Antonio Ribeiro       | GM             | 178          | 2,78         |             |             |
|                |                       |                |              |              |             |             |
| Inscrits       | Inscrits              | Inscrits       | 15 578       | 100,00       | 15 578      | 100,00      |
| Abstentions    | Abstentions           | Abstentions    | 8 974        | 57,61        | 8 792       | 56,44       |
| Votants        | Votants               | Votants        | 6 604        | 42,39        | 6 786       | 43,56       |
| Blancs et nuls | Blancs et nuls        | Blancs et nuls | 209          | 3,16         | 854         | 12,58       |
| Exprimés       | Exprimés              | Exprimés       | 6 395        | 96,84        | 5 932       | 87,42       |

### Canton de Sissonne
Sans grande surprise, c'est le nouveau maire de Sissonne et conseiller socialiste depuis 1998, Pierre-Marie Lebée qui est largement réélu dans ce canton face au candidat divers droite, Alain Lorain, qui permet à la droite d'arriver cette fois au second tour puisqu'en 2004, c'était un candidat divers gauche que Pierre-Marie Lebée avait affronté au second tour.
| Candidats      | Candidats          | Étiquette      | Premier tour | Premier tour | Second tour | Second tour |
| Candidats      | Candidats          | Étiquette      | Voix         | %            | Voix        | %           |
| -------------- | ------------------ | -------------- | ------------ | ------------ | ----------- | ----------- |
|                | Pierre-Marie Lebée | PS             | 1 569        | 44,25        | 2 055       | 62,03       |
|                | Alain Lorain       | DVD            | 987          | 27,83        | 1 258       | 37,97       |
|                | Viviane Kiwade     | FN             | 759          | 21,40        |             |             |
|                | Willy Loizon       | FG (PCF)       | 231          | 6,51         |             |             |
|                |                    |                |              |              |             |             |
| Inscrits       | Inscrits           | Inscrits       | 7 207        | 100,00       | 7 208       | 100,00      |
| Abstentions    | Abstentions        | Abstentions    | 3 560        | 49,40        | 3 646       | 50,58       |
| Votants        | Votants            | Votants        | 3 647        | 50,60        | 3 562       | 49,42       |
| Blancs et nuls | Blancs et nuls     | Blancs et nuls | 101          | 2,77         | 249         | 6,99        |
| Exprimés       | Exprimés           | Exprimés       | 3 546        | 97,23        | 3 313       | 93,01       |

### Canton de Vailly-sur-Aisne
Après sa réélection à la mairie de Vailly-sur-Aisne, il est logique qu'Annick Venet, conseillère du canton depuis 1990, soit réélue. Elle est opposée au même candidat qu'en 2004 : Arnaud Battefort. Ils s'affrontent cette fois dans un duel et non plus dans une triangulaire comme en 2004 causée par le FN. Les deux candidats sont pénalisés par l'abstention qui bondit par rapport à l'élection précédente : de 29 à 50 %, les deux candidats perdent ainsi 300 à 400 voix.
| Candidats      | Candidats        | Étiquette      | Premier tour | Premier tour | Second tour | Second tour |
| Candidats      | Candidats        | Étiquette      | Voix         | %            | Voix        | %           |
| -------------- | ---------------- | -------------- | ------------ | ------------ | ----------- | ----------- |
|                | Annick Venet     | DVD            | 1 507        | 41,17        | 1 929       | 55,80       |
|                | Arnaud Battefort | PS             | 1 056        | 28,85        | 1 528       | 44,20       |
|                | Dominique Gosset | FN             | 832          | 22,73        |             |             |
|                | Claude Grelot    | FG (PCF)       | 265          | 7,24         |             |             |
|                |                  |                |              |              |             |             |
| Inscrits       | Inscrits         | Inscrits       | 7 395        | 100,00       | 7 395       | 100,00      |
| Abstentions    | Abstentions      | Abstentions    | 3 659        | 49,48        | 3 724       | 50,36       |
| Votants        | Votants          | Votants        | 3 736        | 50,52        | 3 671       | 49,64       |
| Blancs et nuls | Blancs et nuls   | Blancs et nuls | 76           | 2,03         | 214         | 5,83        |
| Exprimés       | Exprimés         | Exprimés       | 3 660        | 97,97        | 3 457       | 94,17       |

### Canton de Vermand
Sans grande surprise, le sortant de l'IDG, Thierry Lefèvre, maire de Pontruet et conseiller du canton depuis 1998, est réélu dès le premier tour avec une union de la gauche qui ne présente aucun autre candidat face à lui (alors qu'un communiste et deux candidats d'extrême gauche étaient présents en 2004). De même, à droite, seul le militant UMP Philippe Josse est présent, il perd néanmoins, 200 voix par rapport à la précédente candidature du mouvement, ce qui le place derrière la candidate FN qui fait gagner au parti d'extrême droite une centaine de voix par rapport à 2004.
|                | Thierry Lefèvre     | IDG            | 1 962 | 52,63  |  |  |
|                | Christiane Plonquet | FN             | 923   | 24,76  |  |  |
|                | Philippe Josse      | UMP            | 843   | 22,61  |  |  |
|                |                     |                |       |        |  |  |
| Inscrits       | Inscrits            | Inscrits       | 7 325 | 100,00 |  |  |
| Abstentions    | Abstentions         | Abstentions    | 3 454 | 47,15  |  |  |
| Votants        | Votants             | Votants        | 3 871 | 52,85  |  |  |
| Blancs et nuls | Blancs et nuls      | Blancs et nuls | 143   | 3,69   |  |  |
| Exprimés       | Exprimés            | Exprimés       | 3 728 | 96,31  |  |  |

### Canton de Vervins
La figure politique locale, le député socialiste et ancien président du conseil général, Jean-Pierre Balligand est réélu dans ce canton où il est élu depuis 1979. Il doit, contrairement à 2004, concéder un second  tour face au jeune candidat UMP, Xavier Taquet, qui obtient presque le même nombre de voix au second tour que le candidat précédent du parti au premier tour. Une abstention en forte hausse (46,6 % contre 29,7 % en 2004 au premier tour) explique des baisses de voix pour l'UMP (environ 350 voix en moins) et surtout pour le PS (environ 750). Le FN et les écologistes progressent, eux, légèrement en nombre de voix (+66 pour le FN et +24 pour EELV).
| Candidats      | Candidats             | Étiquette      | Premier tour | Premier tour | Second tour | Second tour |
| Candidats      | Candidats             | Étiquette      | Voix         | %            | Voix        | %           |
| -------------- | --------------------- | -------------- | ------------ | ------------ | ----------- | ----------- |
|                | Jean-Pierre Balligand | PS             | 1 534        | 48,99        | 1 969       | 65,26       |
|                | Xavier Taquet         | UMP            | 690          | 22,04        | 1 048       | 34,74       |
|                | André Fontaine        | FN             | 598          | 19,10        |             |             |
|                | Chantal Colpin        | FG (PG)        | 192          | 6,13         |             |             |
|                | José Meurice          | EÉLV           | 117          | 3,74         |             |             |
|                |                       |                |              |              |             |             |
| Inscrits       | Inscrits              | Inscrits       | 5 979        | 100,00       | 5 979       | 100,00      |
| Abstentions    | Abstentions           | Abstentions    | 2 775        | 46,41        | 2 787       | 46,61       |
| Votants        | Votants               | Votants        | 3 204        | 53,59        | 3 192       | 53,39       |
| Blancs et nuls | Blancs et nuls        | Blancs et nuls | 73           | 2,28         | 175         | 5,48        |
| Exprimés       | Exprimés              | Exprimés       | 3 131        | 97,72        | 3 017       | 94,52       |

### Canton de Vic-sur-Aisne
Dans ce canton socialiste depuis 50 ans, un nouveau conseiller est élu et il s'agit bien évidemment d'un socialiste : Jean-Luc Moraux qui succède au suppléant de Raymond Guéhenneux, décédé en 2005, ancien maire de Vic-sur-Aisne. Souffrant sans doute d'une notoriété moins importante que ce dernier et d'une abstention en hausse (passant de 33,4 % à 52 %), le candidat socialiste fait perdre à son parti plus de 900 voix au premier tour. Dans le même temps l'UMP se stabilise (et progresse au second tour, de plus de 200 voix) et le FN régresse avec une perte de presque 250 voix.
| Candidats      | Candidats        | Étiquette      | Premier tour | Premier tour | Second tour | Second tour |
| Candidats      | Candidats        | Étiquette      | Voix         | %            | Voix        | %           |
| -------------- | ---------------- | -------------- | ------------ | ------------ | ----------- | ----------- |
|                | Jean-Luc Moraux  | PS             | 1 252        | 34,53        | 1 970       | 54,39       |
|                | Nicolas Reberot  | UMP            | 1 096        | 30,23        | 1 652       | 45,61       |
|                | Jacky Blandin    | FN             | 952          | 26,25        |             |             |
|                | Jacques Lestrat  | PG             | 180          | 4,96         |             |             |
|                | Sarah Van-Treeck | PCF            | 146          | 4,03         |             |             |
|                |                  |                |              |              |             |             |
| Inscrits       | Inscrits         | Inscrits       | 7 776        | 100,00       | 7 787       | 100,00      |
| Abstentions    | Abstentions      | Abstentions    | 4 045        | 52,02        | 3 938       | 50,57       |
| Votants        | Votants          | Votants        | 3 731        | 47,98        | 3 849       | 49,43       |
| Blancs et nuls | Blancs et nuls   | Blancs et nuls | 105          | 2,81         | 227         | 5,90        |
| Exprimés       | Exprimés         | Exprimés       | 3 626        | 97,19        | 3 622       | 94,10       |